# ハリール・ジョレイジュ
ハリール・ジョレイジュ (خليل جريج)はレバノン出身の映画監督、写真家。妻のジョアナ・ハッジトマスと共にレバノンを舞台にしたドキュメンタリー映画作品を制作する。
2012年7月には来日して森美術館でリーディング・パフォーマンス『Aida, Save Me』を行った。

## 主な作品
- 私は見たい (2008年)
- 完全な一日 (2005年)
- レバノンロケット協会 (2012年)等